# 帕尔特奈区
帕尔特奈区（法語：Arrondissement de Parthenay）是法国新阿基坦大区德塞夫勒省所辖的一个区。总面积1615.4平方公里，总人口65758，人口密度41人/平方公里（2018年）。主要城镇为帕尔特奈。

## 辖区
帕尔特奈区辖有78个市镇。